# ケンドー・カシン
ケンドー・カシン（1968年8月5日 - ）は、日本の覆面レスラー。本名は石澤 常光（いしざわ ときみつ）。

## 来歴

### デビュー前
青森県南津軽郡常盤村（2005年3月の市町村合併により現在は藤崎町）出身。実家は青森県内有数の養鶏場「トキワ養鶏」を営んでいる。父は合併時まで同村の村長を務めた石澤善成。4人兄弟の三男。
レスリングの強豪校である光星学院高校（現：八戸学院光星高等学校）に入学。1986年、第41回国民体育大会ではレスリング少年の部フリースタイル70kg級で優勝。1987年、早稲田大学人間科学部入学。
早大入学後、レスリングで早くから活躍し、1987年秋季新人戦で優勝、大学2年で全日本学生選手権3連覇含む学生タイトル２冠、全日本選手権においては1989年から2年連続フリースタイル82kg級で準優勝。
1991年、早大卒業後、新日本プロレスのレスリング部門、闘魂クラブに入団、全日本選手権優勝を果たす。根っからのプロレスファンで、学生時代にはしばしば練習を休んでプロレス観戦に興じていたという。

### 新日本プロレス時代
1992年4月に正式に新日本プロレスに正式入門。9月21日、石沢常光（"ざわ"は新字体）の名で、金本浩二戦でデビュー。コーチを務めた馳浩からは「全く運動神経のない男」と表現される反面、同期の中では受身の習得も早く、「筋肉の反射神経は、プロレスラーに限らず、色んなスポーツ選手を見てきた中で抜群」と評価している。
1996年3月、第7回ヤングライオン杯にて優勝。このさい、優勝賞金としてセレモニーで手渡された小切手型のボードを半分に折り、決勝で敗った永田裕志に片方を渡して健闘を称えるという、後のカシンの姿からは想像もできない振る舞いを見せている。

### 覆面レスラーへの転身
1996年7月、ヨーロッパ遠征へ出発。そのさい、現地のプロモーターだったオットー・ワンツの要請を受け、マスクマン「ケンドー・カ・シン」となる（後に"カシン"に改名）。後に同年12月に遠征先のドイツ・ブレーメンで受けた週刊プロレスのインタビューで「マスクマンになったのはオットー・ワンツの要請だよ。ケンドー・カ・シンというリングネームも全部ワンツが考えた。カ・シンの意味は分からない」と述べている。金澤克彦のインタビューの中では、出発前にオットーに「マスクを持ってこい」と要求された際、当時の新日本の社長に「じゃあエル・サムライのマスクを持っていけ」と言われた事を語っている。またその際「やだなぁ」と思ったという。
1997年4月、凱旋帰国しケンドー・カ・シンとして帰国第一戦、山崎一夫とシングルマッチで対戦。UWFの流れを汲む山崎相手にグラウンドの攻防やマウント掌底など、格闘技色の強いプロレスを展開するが、当時の新日本ファンからは受け入れられず、失笑を買ってしまう結果となる。同年、10月16日の新日本四日市興行の試合後、「オレは別にいつ辞めたっていいしね。全然プロレス界に必要な人間じゃないし。潰すか潰されるか、それだけだ」とインタビューで発言。
1998年6月、アメリカで受けた週刊プロレスのインタビューで凱旋帰国第一戦時のことを「はじめ日本に帰ってきた時、みんなが素顔でやるものと思ってた。でも、オレ自身のなかで、せっかくヨーロッパでマスクを被ってやって来て、現地でもウケてたし自信もあった」と発言。その上で、「そう思って帰国して最初の試合でみんなに笑われた。その笑われた時点でマスクをずっと被ろうと決心した」と、覆面レスラーを続けるに至った経緯を述べている。

### ブレイク、飛躍の年
1999年1月、東京ドーム大会で大谷晋二郎・高岩竜一組を破り、第2代IWGPジュニアタッグ王座戴冠（w/ドクトル・ワグナー・ジュニア）。自身初のタイトル奪取となった。
同年2月、マサ・サイトー引退記念写真展でのミニトークショーで 「オレは最初から・なんか入ってないサインをしてた。あれは勝手にマスコミが・を入れたの」とカ・シンからカシンに改名した理由を述べた。さらに過去の経歴からライバル関係にあり、不仲であると囁かれていた中西学との関係に触れ、「いや、ライバルじゃない。親友。ほんと、ほんと」と発言。しかし、「中西が新日本に入るって言った時は本気で（新日本を）辞めようかなと思ったんですけどね」とも述べ、「プロレス入ってからは、挨拶ぐらいはしたことある。後はもう、以心伝心で伝わるから」と、どうとも取れる旨の意味深な発言を続け、以後、事あるごとに中西を引き合いに出す片鱗を見せる。
同年3月、金本浩二の「オレは剛竜馬、小林邦昭にはならない」という発言を受けて「オレは剛竜馬や中西学にはならない」と発言。金本は自分はジュニアの脇役にはならないという旨の発言であったが、カシンの価値観から暗に自分はバカにならないという旨のパロディー発言であった。同月のIWGPジュニアタッグ王座防衛戦で選手権試合認定状を破り捨てる前代未聞のパフォーマンスを行うもグラン浜田&エル・サムライ組を破り、王座防衛。試合後、認定状を破った件を実況レポーターの真鍋由アナウンサーに問われ、「オレの勝手だろ。お前にとやかく言われる筋合いはない」と発言。さらにグラン浜田に対しては「パートナーに娘（浜田文子）連れてきた方がよかったんじゃないか?」と発言。
同年4月、東京ドーム大会で獣神サンダーライガー・ザ・グレート・サスケ組に敗れて2度の防衛を果たしたIWGPジュニアタッグ王座から転落。
同年5月、BEST OF THE SUPER Jr.に出場。田中稔戦で中西の得意技であるアルゼンチン・バックブリーカーを披露し試合後、「今日はバカな……いや、バカの技使ちゃったよ」と発言し、敗因はそれで腰を痛めたからと述べる。さらに「優勝したら、（当時紛争状態にあった）コソボの人達に給付金をやる」と宣言。折原昌夫戦では試合後、「今日の勝利は、二瓶組長に捧げるよ」と発言し、個人間のトラブルを引き合いに出してコメント（トラブルの詳細は折原昌夫の項を参照）。決勝まで勝ち進み、当時第33代IWGPジュニア王者であった金本を破り、BEST OF THE SUPER Jr.に優勝。賞金として500万円を獲得したが、小切手ボードを実況レポーターの真鍋アナに投げつけ、「お前これ、換金して寄付しとけ、ネコババするなよ!」と発言。「どこにですか!?」と叫ぶ真鍋アナに「コソボだ、コソボ!」と答えた。後日、前述の誓約通り実際に賞金をコソボに寄付（ただし、全部ではなく一部の100万円）。
同年8月、またも金本を破り、第34代IWGPジュニア王座戴冠。しかし同王座の公式のベルトが存在するにもかかわらず、その後の試合では自作の"ケンドー・カシンベルト"を巻いて入場し、本物のIWGPベルトはリング上で足蹴にするなど、その権威をことさらに冒涜して見せる（本来、チャンピオンベルトは権威そのものでなく、象徴にすぎないので、この時点の王者が巻いている自作ベルトが正統なチャンピオンベルトとなる。）。ほかにも、勝利後に授与されるトロフィーをその場で破壊するなど、奇行とも取れるパフォーマンスを本格的に始める。
同年9月、初防衛を果たしたライガー戦で、記者の「おめでとうございます」の言葉に「うん、余計なお世話だ」と発言。
同年10月、94年に開催されたジュニアタッグリーグで石沢としてタッグを組んで以来、師匠と呼ぶようになったディーン・マレンコから初勝利を上げ、「さすが師匠だ」と発言。同月、東京ドーム大会でライガーに敗れ、IWGPジュニア王座から転落。マレンコとタッグを組んでライガー&サムライ組から勝利を上げた試合後、「タッグのベルトも獲れるけど、（マレンコの）スケジュールが合わない。とりあえず、ニシオ（中西学）と組むよりはいいかな」と発言。

### 総合格闘技への進出
2000年6月、PRIDEへの出場が噂される最中、試合後この件について真鍋アナに問われたところ、「PRIDE? お前が出ろ、このバカ!」と一蹴。否定も肯定もせずさらに「てめーが出ろ」と蹴るような仕草まで見せた。同月にはベスト・オブ・ザ・スーパージュニア7が開幕。同大会に出場し、「今年も（コソボに）寄付するよ。それから地雷撤去! 地雷撤去!」と意気込んだ。
同年7月、自身の地元において主催興行を行う。終了後、記者に「なにかある?」と問いかけておきながら、「バカヤロー、今はそれどころじゃねぇんだ。オレは興行の精算をしなくちゃいけねえし、その金でお中元を出さなくちゃいけねえんだ」とのコメントを残してさっさと控え室へ引っ込んでしまう。さらに同月、PRIDE出場問題について再び問われると「知らねえ、俺に聞くな! 倍賞鉄夫に聞け、あの金の亡者に聞け!」と発言。
同年8月、当時PRIDEのエグゼクティブ・プロデューサーを務めていたアントニオ猪木の命を受ける形でPRIDE.10へ出場。新日本プロレス所属の覆面レスラーの初めてのPRIDE参戦ということで注目を浴びたが、本名の石澤常光さらに素顔で登場しハイアン・グレイシーと対戦するもパンチの連打を浴びてTKO負けを喫した。
同年12月、INOKI BOM-BA-YEにおいて桜庭和志とプロレスルールで対決。プロレスでは極めて珍しいコーナーポスト上での腕固めで敗れた。試合後のインタビューで「この試合を振り返って如何ですか?」との問いに対し「お前が勝手に振り返れ」と答える。両者は1995年の新日本対UWFインターナショナル全面対抗戦において、タッグマッチ、シングル戦でそれぞれ1回ずつ対戦しており、ともにカシン（当時は"石沢"）が勝利している。同月には中西と注目のタッグを結成するもやはり仲間割れ、「結婚おめでとう! 俺からのご祝儀だ」とのコメントを残した。
2001年7月、PRIDE.15に同じく素顔の石澤常光として出場し、メインイベントでハイアンと再戦。膝蹴りでKO勝利し雪辱を果たす。試合後にはマスクを被り「石澤はもう帰ったから俺が代わりに来た」とあくまで別人のように振る舞った。
2001年10月、東京ドーム大会で成瀬昌由とのIWGPジュニアヘビー級タイトルマッチにおいて、成瀬からの「カシンではなく、石澤常光として来い」との再三の挑発どおり、カシンとしてコールされるも、素顔の石澤でオープンフィンガーグローブをつけて花道に登場し、場内を騒然とさせる。試合は、わずか26秒で飛びつき式腕ひしぎ逆十字固めによるタップアウト勝ちを収め、第41代IWGPジュニアヘビー級王座に戴冠。プロレスの試合、それも選手権試合にもかかわらず秒殺という結果だが、その認知されたキャラクターと登場時のインパクトから会場は沸いた。勝利後は大人しくベルト、認定証、トロフィーを受け取り関係者と握手までしたものの、突如ベルトを投げ、認定証は破り捨て、早々にリングを立ち去る変わらぬ傍若無人ぶりを発揮。試合後にはマスクを被り「寝坊したよ。試合は?」と登場し、「石澤が勝ったの?」と相変わらず別人のように振る舞った。さらに「俺が石澤からもらったよ、ベルトは」と王者ベルトを持ち去り、「今日の試合、石澤選手が出たということに関しては?」の記者の問いに「良くやった、うん。褒めてやる」と答えた。
同年12月、INOKI BOM-BA-YE 2001で正道会館の子安慎悟を相手に総合格闘技の試合を行う。再三レスリング式の片足タックルで子安をテイクダウンするものの、そこからの攻め手が準備不足もあって無く、判定がないために引き分けに終わった。

### 全日本プロレス時代
2002年2月、新日本プロレスを退団し総合格闘技に本格進出やパンクラスへの移籍がスポーツ紙で噂されるなか、大方の予想を覆し同じ新日本を退団した武藤敬司、小島聡らと共に全日本プロレスに移籍する。入団会見ではスーツに身を包み、「過去を反省して生まれ変わります。もう認定証を破ったりとかはしませんので、パウチったりするのは止めてください」と発言した。新日本離脱に伴い、保持していたIWGPジュニアヘビー級王座は退団時に返上（事実上の剥奪）となった。全日本ではカズ・ハヤシらとともにジュニア戦線の主力選手として活躍する一方で、ZERO-ONEやみちのくプロレスなど他団体にも頻繁に参戦する。
2004年6月、小島&カズ組を破り、第50代世界タッグ王座を戴冠（w/永田裕志。しかし世界タッグ王座の封印を宣言し試合を行わなかったことから剥奪された（詳細は後記）。さらに試合への無断欠場を繰り返したことなどを理由として、同年7月1日付で解雇処分を受けた。

### 全日本プロレス退団から失踪まで
全日本退団後はリキプロなどにスポット参戦したのち渡米。新日本ロス道場でコーチとして後進の指導に当たりながら、アメリカのインディー団体、ROHに「ドラゴン・ソルジャーB（Bは「バカ」の意）」なるリングネームで参戦。アメリカのファンに通じるはずもない「ホーッ!」などの中西の真似を披露。同団体ではジュニアヘビー級のトーナメントで優勝している。この時期、海外では他にヨーロッパのプロレス団体にもスポット参戦している。
2005年4月、長年に渡って犬猿の仲だった中西と電撃和解を果たし、永田と藤田和之も加えて「チームジャパン」を結成。さらにTJ内で中西とお揃いの迷彩コスチュームのタッグチーム「ワイルドソルジャーズ」も結成。これを機にヘビー級戦線にも本格参戦するようになり、同年夏のG1 CLIMAXに初出場を果たした。決勝トーナメント進出はならなかったが、予選リーグで川田利明に勝利を収めた。
2006年3月、総合格闘技大会「HERO'S」に急遽石澤として参戦。秋山成勲を相手に、約4年3か月ぶりに総合格闘技の試合を行うもギブアップ負け。同年10月に再度HERO'Sへ出場し、カーロス・ニュートンと対戦するも22秒でTKO負け。ただし、石澤は「試合を止めるのが早い」と抗議した。さらに同年12月のK-1 PREMIUM 2006 Dynamite!!では金泰泳と対戦するがハイキックでKO負けを喫した。この試合以降、石澤としてもカシンとしても試合をせず、ほぼ完全に消息を絶ったため、引退の声も強く囁かれた。事実、東京スポーツのコラムにおいて、「石澤はもう歳だろう」などと述べ、総合からの撤退を示唆している。

### 大学院進学とマット界復帰
2007年12月、IGF有明コロシアム大会にて、直前に欠場となったブッカー・Tの代役として、カート・アングルを相手に、カシンとしての復帰を果たした。プロレスの試合としては実に2年2か月ぶりだが、全くブランクを感じさせないファイトを見せる。この試合について、田中秀和（現：田中ケロ）は自身のブログで、カシンへのオファーがあったのは試合前日だったとする裏話を明かしている。しかし、東京スポーツの「INOKI日記」による記述では、数日前からオファーはしていた様子である。
2008年1月、早稲田大学大学院スポーツ科学研究科修士課程1年制コースに合格。現役レスラーでの大学院進学はジャンボ鶴田以来2人目。カシンは「ビッグ・サカやドラゴン、ムトチャン、サイモン・ケリーら偉大な経営者に倣って、プロレス界のためにスポーツマネジメントを学びたい」と東京スポーツ紙上で抱負を語った。早大では平田竹男教授の指導を受けた。
2009年10月、DREAM.12で約1年2ヶ月ぶりとなるマット界復帰（総合格闘技、石澤としては約2年10ヶ月ぶり）を果たす。復帰にさいして東スポの取材に「DREAMの渡辺に足元見られた……いや、騙された」と発言。船木誠勝との対戦を臭わされてオファーを受けたが、船木戦の話はなしのつぶてとなったと主張。対戦相手に決定した新日本プロレス時代の後輩柴田勝頼に対しても「今や何のために柴田と戦うのかも分からん」、「柴田はレフェリーとして親父（柴田勝久）を連れて来い」などと発言。さらに、負けた場合のペナルティーとして青義軍入りを条件として一方的に上げ、「同期（柴田にとっての井上亘、カシンにとっての永田）が待っているぞ。その条件なら、俺も死ぬ気で頑張れる」とやり玉に上げた。「そもそも船木はムトちゃん（武藤）のリングが死に場所でいいのか?　とにかく悪いのはすべて永田裕志だ」などと、支離滅裂な相変わらずのカシン節を披露するが、試合はパウンドでTKO負けを喫した。
2011年3月、東日本大震災以降、6日も音信不通となり安否を心配されたが、後に関係者と連絡がつき無事を確認。東スポの取材に「東北の善良な人々が多数亡くなってしまった、悲しい……。これは東北のみならず日本の危機、残りの人生は東北の再建にささげたい」と珍しく神妙に哀悼の意を表した。しかし、カシンのためにもNEW JAPAN CUPに優勝すると自身のブログで宣言していた永田に対しては、「それにしても許せないのは人の名を出して紙面に出ようとする永田裕志だ、まかり間違ってニュージャパン・カップに優勝したら賞金全額を被災地に寄付しろ」と相変わらずのカシン節で答えた。
2013年よりIGF道場の指導委託者に就任。
2014年、全日本プロレス「チャンピオン・カーニバル2014」に、全日本プロレスに10年ぶりに参戦。結果は勝ち点４（Aブロック6人中4位）だった。

### 非常勤講師とWWE進出
2016年4月、慶應義塾大学湘南藤沢キャンパス（SFC）講師に就任、「プロレスエクササイズ」と題した講義を週1回担当している。
2017年、大日本プロレスや大仁田興行などに参戦。8月には自伝『フツーのプロレスラーだった僕がKOで大学非常勤講師になるまで』を出版。
2019年1月下旬より、サイモン・ケリー猪木の紹介でWWEの下部団体・NXTのゲストトレーナーとして新人育成を担当。
6月　２作目となる自伝『50歳で初めてハローワークに行った僕がニューヨーク証券取引所に上場する企業でゲストコーチを務めるまで』を出版。
8月、WWEから正式にコーチに就任したことが発表された。コーチ就任は日本人初となる。
しかし、翌2020年にはアメリカ国内で新型コロナウイルスの流行が深刻化。観客を集める興行ができなくなったWWEは、同年4月15日、多くのレスラーとともにケンドー・カシンを解雇した。

### 日本マット界に復帰
2020年6月1日より、プロレスリング・ノアに登場。
10月15日　リデットエンターテインメント主催のGLEAT Ver.0に参戦。
11月17日　東京女子プロレスの東京ドームシティホール（TDC）大会に来場。一方的に“非常勤コーチ”就任を宣言。
2023年1月3日、全日本プロレス後楽園大会でNOSAWA論外と組んでアジアタッグ王座を奪取した。

## 得意技
ジュニアヘビー級のマスクマンには珍しく飛び技の類いはほとんど使用せず、レスリングを下地に持つグラウンドテクニックと多彩な関節技、ヨーロッパ仕込みの打撃、丸め込み技にラフを交えた独自のファイトスタイルで新日本ジュニア時代は特に異彩を放った。時折、普段使用することのない投げ技を突如として繰り出すこともある。
腕ひしぎ逆十字固め
カシンの代名詞的な技で様々なバリエーションが存在する。
カシンが使用する場合も、プロレスの慣例にならって腕ひしぎ逆十字固めと表記・呼称される。
飛びつき式腕ひしぎ十字固め
いわゆる正面跳び式、跳びつき式。
最もフィニッシュに多用された入り方で、電光石火の勝利や逆転劇も数多く見られた。
雪崩式飛びつき腕ひしぎ逆十字固め
自身が開発したバリエーションの一つでフィニッシュ・ホールドとしても使用。初披露は1997年の大谷のIWGPジュニア戦。
関節技を雪崩式に応用したのは公開当初非常に希有な例であったが、後々フロントキックで迎撃されることも多くなった。
ビクトル式腕ひしぎ十字固め
カシンは主に後方から極める。
回転段階で下記、足取り式に派生する場合も多い。
足取り式腕ひしぎ逆十字固め
通常のものから相手のロープブレイクを阻止し、フィニッシュに至ることも多かった。
上記、ビクトル式で腕を極めた状態で派生する場合も多い。
横入り式腕ひしぎ逆十字固め（巻き込み式腕ひしぎ逆十字固め）
佐々木健介の使用する側方からの飛びつき式が巻き込み式と表現されたため、横入り式の名が主に用いられた。
この技を仕掛けると見せかけてスクールボーイで丸め込むことも多い。
カシン式タランチュラ（タランチュラ式首四の字 / 絞首刑）
相手に首四の字固めを仕掛けた状態で、トップロープまたはコーナポストに垂れ下がる反則技。
この技の後すぐさま高角度前方回転エビ固めでフォールする事もある。
チキンウィングフェイスロック
昔から使用しておりフィニッシュ・ホールドに用いる事もある。胴締め式で使用する場合もある。
変形カンパーナ
グラウンド状態で極める変形。ここからクラッチを解いて、キャメルクラッチに移行する連携をよく使用する。
闘魂Vのゲスト解説でエル・サムライが「こんなので（会場が）沸くなんていいですねぇ……」と感心していた。
変形サーフボードストレッチ
うつ伏せ状態の相手に極める変形。よく上記のカンパーナの後に極める事が多かった。
仕掛けてる最中相手が立ち上がろうとするため通常式になってしまう場合が多い。
ビクトル式膝十字固め
仕掛けた後、裏膝4の字固めに移行する事もある。また素顔時代にはこの技から変形の足4の字のような関節技も見ている。
膝十字固め
足取り式腕ひしぎ逆十字固めを使用し出して移行、使用機会は減った。
マサ斉藤は足取り式腕ひしぎ逆十字固めをこの技と同一であると頑なに解説席で主張したことがある。
三角絞め
いわゆる前三角絞め、正三角絞めの形で使用。若手時代には横三角絞めの形でも使用していた。
主にパワーボムへの切り返しとして使用されたが、再度持ち上げられて叩きつけられることも多かった。
KVニーロック
下記、ローリング・クレイドルからの回転足4の字固め。
KVは「Kashin Victory」の略。素顔時代にはIVニーロック（Ishizawa Victory）の名称で使用。
KV固め
相手が逆エビ固めを仕掛けて来た際、上半身を捻り前方回転エビ固めに移行する丸め込み技。
高岩竜一からこの技で勝利を奪ったこともある（カシンが関節技以外をフィニッシュに用いるのは珍しい）。
ローリング・クレイドル
一旦、回転を静止してフォールを狙った後、キックアウトした相手に再度仕掛けることも多い。
最終的に上記、KVニーロックに派生することも多い。
フライング・ネックブリーカー・ドロップ
カシンが試合を組み立てる上で多用する技。片手で仕掛けるのが特徴。
タッグマッチでは味方に誤爆（意図的なものも含め）することが多かった。ダイビング式もまれに使用。
カチ上げ式エルボースマッシュ
こちらもカシンが試合を組み立てる上で非常に多用する技。
ヨーロピアン・アッパーカットの異称通り、ヨーロッパ系の選手が得意とする技でもある。
マウント掌底
上記のように凱旋帰国第一戦で失笑を買って以降も時折使用している。
ウィリアム・リーガル等、こちらもヨーロッパ系の選手が得意とする技でもある。
地獄突き
主に全日本時代にブッチャーとタッグを組んでいた時期に使用。
新日本時代にごくまれに見せていた技でもある。
各種ブレーンバスター
クローズアップされることは少ないが、こちらも様々なバリエーションで使用。
低空式ブレーンバスター
いわゆる若手時代から使用している。
この技から素早く腕ひしぎ逆十字固めに移行するパターンも多い。
リバウンド式ブレーンバスター
持ち上げて前方のロープに相手の腹部を叩き付ける投げっぱなし式。
ブレーンバスター系の技ではコンスタントに使用される型。
滞空式ブレーンバスター
ブレーンバスター系の技では使用が最も早い。
リバウンド式を併用した後に見せなくなった。
垂直落下式ブレーンバスター
新日本時代には、同時期に活躍したジュニア選手が多用する流行り技となっていた。
一時期見せてはいたが、すぐに下記、長滞空式へ使用をシフト。
長滞空垂直落下式ブレーンバスター
新日本時代、同時期にジュニア戦線で活躍した獣神サンダー・ライガーの方が使用は早い。
こちらも一時期のみの使用で、すぐに使用しなくなった。
旋回式垂直落下式ブレーンバスター
垂直落下系ブレーンバスターの最終仕様。望月成晃のツイスターらと同型。
これも一時期のみの使用で、ほぼ見せることはなくなった。長滞空式で仕掛ける事もあった。
一本背負い
若手時代から使用しており、自身が片膝を付きながら仕掛けることが多かった。
主に腕ひしぎ逆十字固めやストレートアームバーへの繋ぎ技として使用。
ファイヤーマンズキャリー
レスリングをバックボーンに持つレスラーらしく使用頻度は高い。
上記同様、こちらも腕ひしぎ逆十字固めへの繋ぎ技としても使用。
ダイヤモンドダスト
主にワグナーとのタッグで合体技で繰り出す事が多かった。稀に通常式で使用。
リバースDDT
フライングメイヤーをブリッジで仕掛け返す一連の攻防で最終的に使用した。
新日本時代、同時期にジュニア戦線で活躍したサムライが得意とした通常式も稀に使用する事もあった。
マウスクロー
相手の口を鷲掴みにする反則技。キャメルクラッチやスリーパーホールド時に併用で使用したりフライングメイヤーやカニ挟みからの連携で使用したりしている。
ローリング・クラッチ・ホールド
稀に使用するフォール技。雪崩式を狙った相手に急所攻撃後はセカンドロープからダイビング式で使用する場合もある。
水車落とし、逆水車落とし
若手時代に使用していた技。逆水車落としは今でも相手が雪崩式を狙ってきた時等に仕掛けることもある。
急所攻撃
主に全面から蹴り上げる形で使用。雪崩式を狙った相手に腕で突き上げることもある。
しつこく握手を誘っておいて仕掛けるパターンも多い。
凶器攻撃
イスなどの他に、リング下に隠しておいたジュラルミンケースが代表的。
それをコーナーポストに立てかけてぶつけるムーブも得意とした。
ノア参戦後からは、放送席のアクリル板を使用した攻撃も見せている。
マルフジ殺し固め

## タイトル歴
新日本プロレス
- 第34代、41代IWGPジュニアヘビー級王座
- 第2代IWGPジュニアタッグ王座（パートナーはドクトル・ワグナー・ジュニア）
- ヤングライオン杯優勝（1996年）
- BEST OF THE SUPER Jr.優勝（1999年）

全日本プロレス
- 第20代世界ジュニアヘビー級王座
- 第50代世界タッグ王座（パートナーは永田裕志）
- 第118代アジアタッグ王座（パートナーはNOSAWA論外）
- 新春ジュニアヘビー級バトルロイヤル優勝（2003年）

DDTプロレスリング
- 第34代DDT EXTREME級王座

その他
- CWA世界ジュニアヘビー級王座
- EWPインターコンチネンタル王座

## 人物
- 出身地の旧常盤村は津軽地方にあるが、高校は南部地方の八戸市にある光星学院高校に進んだ。同県内だが距離的には離れており、また両地方間には藩政時代から続く軋轢が今も残っているが、レスリングに打ち込むために、同校への進学を強く志願した。
- ブログなどを開設して自身の試合スケジュールやメッセージを自己発信するレスラーも多い時代にあって、メディアへの露出を極限まで避けている。石澤としてのプライベートは本名、生年月日、出身地など以外は一切公表していない。カシンとして自身の情報をアナウンスするのは、東京スポーツ誌上にて不定期に掲載される人生相談コラムのみである。ただし、本人は公には認めてはいないが、以下のような例外もある。
  - NHKの連続テレビ小説「マッサン」の2015年2月27日放送分にて、エンディングの「わたしたち国際結婚です!」コーナーで、本名で家族との写真が紹介された。青森県藤崎町からの投稿で、写真には素顔の石澤、上記の夫人、男女1人ずつの子供および愛犬が写っていた。写真について、同番組の再放送を視聴した永田裕志は「噂通りだった」とツイートしたが、石澤はカシンのコメントとして「知りません。他人です」と否定している[15]。
- 自身のマスクのバリエーションは非常に豊富で、近年では試合の度にマスクを変える。それらマスクおよびコスチュームはカシンと昵懇であるOJISANスポーツが製作している。また、マスクに対戦相手への皮肉や揶揄のメッセージを織り込むこともある（藤波辰爾に対して「コンニャク」など）。
- 実家は現在も藤崎町で県内有数の養鶏場（トキワ養鶏）を営んでいる。2008年10月には安田忠夫が同養鶏場への就職を志願し採用されたことが話題となった。この際、安田の借金苦を見かねたカシンが、当時出張で東京に滞在していた社長（実兄）に頼み込んで採用してもらったという経緯がある[16]。
- 2014年のチャンピオン・カーニバルに参戦した際には、日本人選手に関わらず給料はドル建ての現金払いで支払われ、さらに藤崎町には外貨から日本円に両替可能な金融機関がなく生活に貧窮したという（同時に、外貨から日本円に両替可能な金融機関が所在する青森市や弘前市への交通費も捻出出来なかったともされる）[17]。
- 北拳派中国空拳法道七段である。

## 入場曲
- 「CUBISM」- 1992 — 1996
- 「スカイウォーク」- 1997 — 現在

## 中西学との因縁
- 同期の中西学とはある時は「犬猿の仲」、ある時は「親友」と言って憚らない。新日本時代、試合での中西との絡みの有無に関係なく、インタビューで訊かれてもいない中西の話をし始め、ひたすらネタとして弄り倒すこともしばしばだった。中西が「P4メッセージ」なるものを発信すると、自らも「Problem360°」（当時の中西の入場曲「No Problem」に由来、360度どこからでもかかってこいという意味）というメッセージを発信、自身の入場曲の出だしに「Problem」というフレーズを挿入し、現在に至るまで使用している。
- 新日本離脱後も総合格闘技での「決着戦」をマスコミを通じて申し入れたり、中西が受諾もしていないのに「カシン対中西」戦をイラストでうたったTシャツを自作し、プロレスと総合の試合で入場時に着用するなど、「中西弄り」は約10年余に及んだ。
- 中西と仲が良いとされた成瀬昌由も「被害」を受け、成瀬が長い巡業から自宅に帰ると、留守電がカシンからのメッセージ（ほとんどが中西への悪口）で埋め尽くされていたという。
- 中西本人が新日本プロレスへの入門当時を述懐したインタビューによると、「雑用をしなければいけない日に遅刻（中西はレスリングオリンピック出場者として特待生扱いを受けており、寮生活ではなかった）し、生真面目な石澤が激怒した」ことから、以後の因縁が生じたとのこと。
- 中西の結婚式で石澤は出席せず、石澤が座るはずだった席には誰も知らない正体不明の男性が座っていた。
- 石澤が早稲田大学大学院所属中に執筆した論文『日本におけるプロレス団体のマネジメントに関する考察』において、現在のプロレス団体が素質のある選手を育てきれないと述べており、その典型例として中西の名前を挙げている。
- 矢野通は中西の付け人だったため、石澤から関心を寄せられ、オットー・ワンツのテリトリーに一緒に遠征した。

## 世界タッグベルト返還訴訟
2005年8月2日、全日本プロレスが所有する世界タッグ王座のベルトの返還に応じないとして、前月に解雇したカシンに対し、ベルトの返還を求める民事訴訟を東京地裁に起こした。
タッグパートナーの永田は王座剥奪時に全日本側の要請に応じてベルトを返還しているため、提訴の対象となっていない。剥奪後、全日本は王座決定戦を行い、太陽ケア、ジャマール組を正式な王者として認め、永田が返還した2本のベルトのみで王座戦を行っていた。
カシンは「王者になればベルトはもらえると思っていた。すべてはベルトを欲しがった永田君が原因。私は踏み台男の踏み台にされました」などといつものカシン節で応酬した。
さらに、同じTJ内に一緒にベルトを獲った永田がいるにもかかわらず、「王座は永田から中西に譲渡された」と一方的に宣言し、中西をパートナーとして2005年10月8日の新日本・東京ドーム大会でのチャーリー・ハース、マーク・ジンドラック組との試合を、「世界タッグ王座の初防衛戦」として強行する構えも見せたが、結局はカシンが2本のベルトを肩にかけて入場するに留まった。同試合の入場では「被告人、ケンドー・カシン」とのコールを受け、両手に手錠をはめて花道を歩くというパフォーマンスを行った。
第1回口頭弁論期日は同年10月5日に行われ、全日本側は早期和解を求めたが、カシン側は「ベルト獲得後に全日本に試合を組んでもらえなかったことが原因」とし、あくまでもリング上での決着を求めたため物別れに終わった。この日の公判において、全日本とカシンとの間にもともと選手契約自体が結ばれていなかったことなどが明らかとなり、全日本の選手管理の杜撰さを露呈する結果ともなった。その後しばらくの間、石澤ないしはカシンとして試合をする際には「武藤久恵対ケンドー・カシン裁判Tシャツ」を着用していた。
前代未聞の「ベルト裁判」の行方に世間の注目が集まったが、「ケンドー・カシンとして訴えられたのだから、マスク着用が認められない限り、（石澤の姿では）法廷に出ない」などと強弁するカシンの言動に代理人弁護士が呆れ、依頼を辞したことで事態は一変。カシンはベルト返還の条件に、元全日の幹部の給与未払いを取り上げ、支払いを要求していたとも言われているが、2006年4月末、2本のベルトが全日本の事務所に送料着払いで送付されたことで一応の解決をみたようである。その後、全日本はカシンが占有していたベルトを加え、従前通り4本のベルトでの選手権試合を行っているが、現在に至るまで、この事件については一切のコメントをしていない。
なお、2014年にフリーとしてチャンピオン・カーニバルに参戦する際には、当時から体制が変わったことと、契約書をきちんと交わしたことから問題ないとコメントし、今後世界タッグ王座を狙いたいとした。

## 戦績
| 総合格闘技 戦績 | 総合格闘技 戦績 | 総合格闘技 戦績 | 総合格闘技 戦績 | 総合格闘技 戦績 | 総合格闘技 戦績 | 総合格闘技 戦績 |
| --------------- | --------------- | --------------- | --------------- | --------------- | --------------- | --------------- |
| 7 試合          | (T)KO           | 一本            | 判定            | その他          | 引き分け        | 無効試合        |
| 1 勝            | 1               | 0               | 0               | 0               | 1               | 0               |
| 5 敗            | 4               | 1               | 0               | 0               | 1               | 0               |

| 勝敗 | 対戦相手             | 試合結果                          | 大会名 | 開催年月日     |
| ×    | 柴田勝頼             | 1R 4:52 TKO（左フック→パウンド）  | DREAM.12 | 2009年10月25日 |
| ×    | 金泰泳               | 1R 2:48 KO（左ハイキック）        | K-1 PREMIUM 2006 Dynamite!!                                                                                         | 2006年12月31日 |
| ×    | カーロス・ニュートン | 1R 0:22 TKO（スタンドパンチ連打） | HERO'S 2006 ミドル&ライトヘビー級世界最強王者決定トーナメント決勝戦 【ライトヘビー級トーナメント リザーブファイト】 | 2006年10月9日  |
| ×    | 秋山成勲             | 2R 1:41 袖車絞め                  | HERO'S 2006 | 2006年3月15日  |
| △    | 子安慎悟             | 3分5R終了 時間切れ                | INOKI BOM-BA-YE 2001                                                                                                | 2001年12月31日 |
| ○    | ハイアン・グレイシー | 1R 4:51 KO（脇腹の負傷）          | PRIDE.15 | 2001年7月29日  |
| ×    | ハイアン・グレイシー | 1R 2:16 TKO（スタンドパンチ連打） | PRIDE.10 | 2000年8月27日  |

## 著書
- 『フツーのプロレスラーだった僕がKOで大学非常勤講師になるまで』（2017年8月19日、徳間書店）ISBN 978-4198644376
- 『50歳で初めてハローワークに行った僕がニューヨーク証券取引所に上場する企業でゲストコーチを務めるまで』（2019年6月29日、徳間書店）ISBN　978-4198648800